# 1-я парашютная дивизия (вермахт)
1-я парашютная дивизия (нем. 1. Fallschirmjäger-Division) — тактическое соединение военно-воздушных сил нацистской Германии. Являлась боевым соединением люфтваффе. Дивизия была создана в мае 1943 года во Франции, на основе 7-й авиационной дивизии (7. Flieger-Division).

## Боевой путь дивизии
В августе 1943 года — бои на острове Сицилия, против высадившихся англо-американских войск.
С сентября 1943 года — бои непосредственно на территории самой Италии, против высадившихся англо-американских войск.
В феврале 1944 года — бои в районе Монте-Кассино, против наступающих англо-американских войск.
С лета 1944 года и до конца войны — бои на Адриатическом побережье Италии, против наступающих англо-американских войск.

## Состав дивизии
- 1-й парашютный полк
- 3-й парашютный полк
- 4-й парашютный полк
- 1-й артиллерийский полк
- 1-й противотанковый батальон
- 1-й зенитный батальон
- 1-й инженерный батальон
- 1-й батальон связи
- 1-й транспортный батальон
- 1-й запасный батальон
- 1-й санитарный батальон
- 1-я разведывательная рота
- 646-й взвод полевой жандармерии

## Командиры дивизии
- 1 мая 1943 — 17 ноября 1944 — генерал-майор Рихард Хайдрих (нем. Richard Heidrich)
- 4 января 1944 — 21 февраля 1944 — врио командира дивизии генерал-майор Ханс Корте (нем. Hans Korte)
- 18 ноября 1944 — генерал-майор Карл-Лотар Шульц (нем. Karl-Lothar Schulz)